# Academia Paraguaia da Língua Espanhola
A Academia Paraguaya de la Lengua Española (em castelhano:  Academia Paraguaia da Língua Espanhola), é uma associação de acadêmicos e especialistas sobre o uso da língua espanhola no Paraguai. Foi fundada em 30 de junho de 1927, em Asunción. É membro da Associação de Academias da Língua Espanhola.